# Luis Bello
Luis Bello Trompeta (Alba de Tormes, 1872-Madrid, 6 de noviembre de 1935) fue un escritor, periodista y pedagogo español.

## Biografía

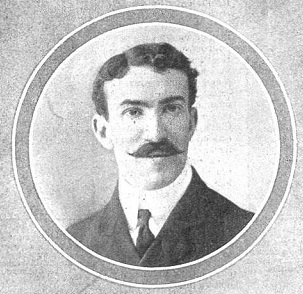
Retrato de Luis Bello, publicado en la revista Mundo Gráfico en 1913.

Nació en 1872 en la localidad salmantina de Alba de Tormes. Abogado en el bufete de José Canalejas, empezó su vocación periodística en 1897 en el Heraldo de Madrid redactando extractos de las sesiones del Congreso. Pasó después a El Imparcial y luego fue redactor del semanario España. Firmó la protesta por la concesión del premio Nobel a José Echegaray.  
Fundó luego La Crítica y marchó a París como corresponsal. Allí escribió el libro El tributo a París. A su vuelta retoma las colaboraciones en El Imparcial, cuyos Lunes de El Imparcial se encarga de dirigir, y escribe en El Mundo y El Radical. Funda la revista Europa y dirige El Liberal de Bilbao, pasando finalmente a las filas de El Sol, donde realizó la obra por la que fue principalmente conocido: una campaña en pro de la escuela nacional. 
Durante algunos años viajó por toda España visitando todo tipo de escuelas y conversando con maestros, alumnos, autoridades y hombres de pueblo; sus artículos, resultado de estas visitas, despertaron la admiración y el interés de las gentes por mejorar la enseñanza. El Magisterio español tuvo en él uno de sus más ilustres defensores y la infancia uno de sus primeros protectores. Recopiló luego todos estos artículos en cuatro volúmenes. El 23 de marzo de 1928, Luis Araquistáin pidió desde las páginas de El Sol un homenaje nacional para el autor y se reunió en una colecta por todo el país más de 100.000 pesetas que se invirtieron en comprarle una casa al escritor. 
Miembro de Acción Republicana, al proclamarse la Segunda República fue elegido diputado para las Cortes Constituyentes por la circunscripción de Madrid, integrado en la candidatura republicano-socialista, y formó parte de la comisión que redactó el texto constitucional. Presidió también la Comisión del Estatuto para Cataluña. Durante el bienio izquierdista dirigió el diario republicano Luz y siguió colaborando en El Sol. Después de la revolución de octubre de 1934, fue encarcelado junto a Manuel Azaña en Barcelona; ya en libertad fundó el semanario Política convertido más adelante en diario, órgano oficioso de Izquierda Republicana. La muerte le sorprendió en Madrid siendo diputado a Cortes por la provincia de Lérida, el 6 de noviembre de 1935.

## Obra

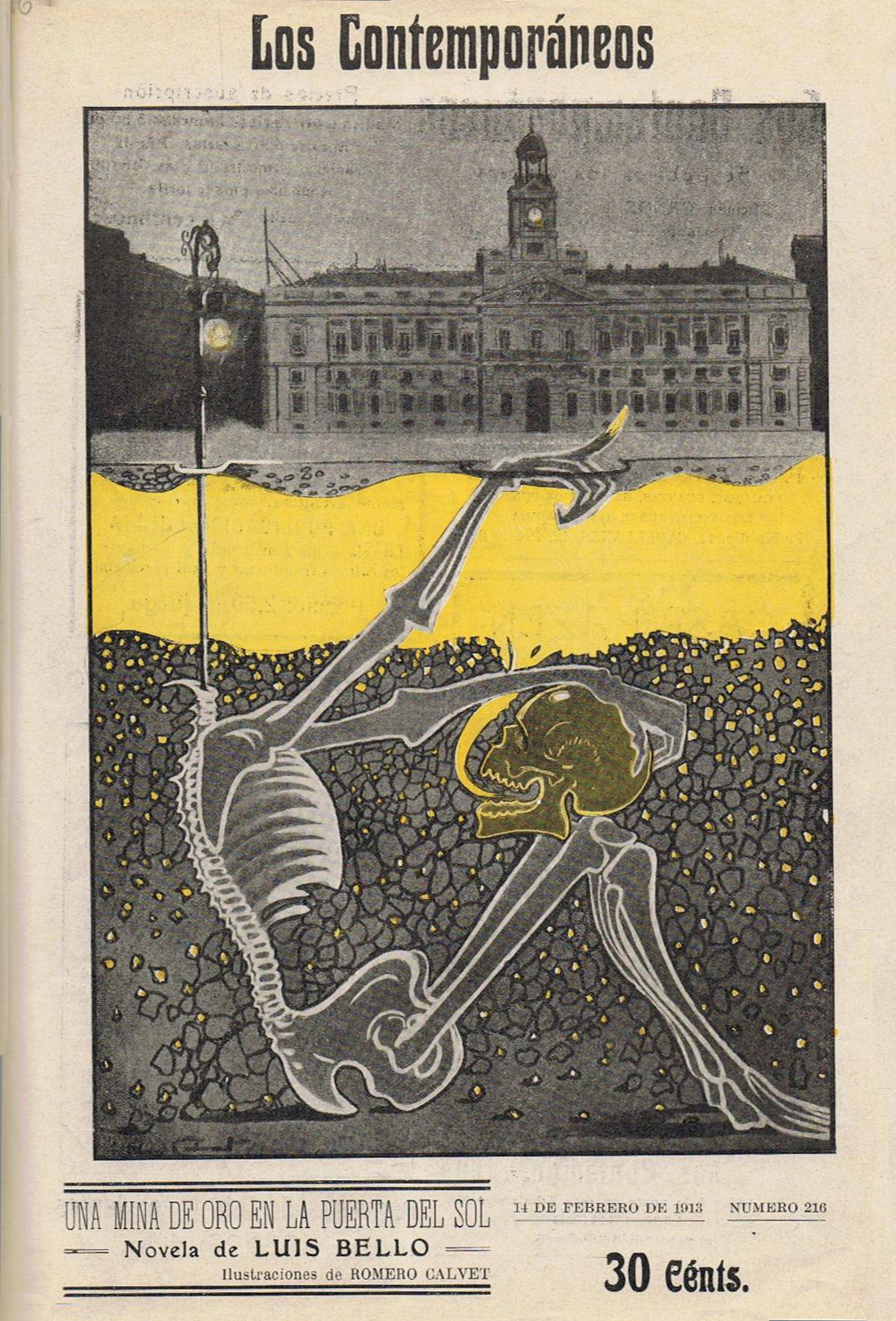
Una mina de oro en la Puerta del Sol publicada en la serie Los Contemporáneos (nº 216, 14 de febrero de 1913), ilustración de Romero Calvet.

Como escritor poseyó un depurado estilo y deja El tributo a París, Ensayos e imaginaciones sobre Madrid (1919), libro de inspiración noventayochista, Una mina en la Puerta del Sol y la novela El corazón de Jesús.
Su obra más recordada son los ya citados cuatro volúmenes de su monumental Viaje por las escuelas de España (1926-1929), que compilan los artículos aparecidos en el diario El Sol. La obra lleva un prólogo de Azorín con el título de "Un misionero". Ofrece visiones no solo sobre las escuelas, sino noticias histórico artísticas de las regiones que iba visitando: la Sierra de Guadarrama, Toledo, Asturias, Soria, Extremadura, Andalucía y algo de Portugal. Las crónicas referentes a Galicia fueron recogidas en 1973, y quedan por recopilar en volúmenes las dedicadas a Cataluña y Andorra. El autor se inspira en los libros de viajes del siglo XVIII (Villanueva y Ponz), en busca de noticias literarias y artísticas. Ofrece una visión objetiva de la España real a la España oficial. Como escribió Azorín: "Un periodista ha logrado el milagro de que España piense en sí misma, de que los españoles se preocupen más de lo transcendental, de lo más sagrado: del porvenir de las inteligencias infantiles. La patria son los niños, y Luis Bello ha hecho más por la patria, está haciendo más por España que quienes pronuncian en un Parlamento centenares y centenares de discursos". Era en el tomo III, dedicado a las escuelas extremeñas. Los cuatro tomos del Viaje por las Escuelas de España fueron reeditados por la Junta de Castilla y León en 2005, con una introducción de Francisco Gallego Díaz.
Luis Bello escribió otras obras no publicadas como Viaje a Italia y otros viajes, En el país de la calderilla. Tradujo del francés Tres cuentos de G. Flaubert. Escribía artículos para la revista La Esfera.